# Cacho (futbolista)
Airam Guzmán Castillo (Santa Cruz de La Palma, 31 de julio de 2002) es un futbolista español que juega como delantero en el C. D. Tenerife "B" de la Tercera Federación.

## Trayectoria
Nacido en Santa Cruz de La Palma, se formó en el C. D. Mensajero donde debutó con el primer equipo el 23 de septiembre de 2018 al entrar como suplente en la segunda mitad de un empate por 2-2 frente al Atlético Tacoronte en la Tercera División. El 17 de noviembre de 2018 firmó por la U. D. Las Palmas para jugar en su fútbol base, aunque regresó al C. D. Mensajero un año después. El 5 de julio de 2021 renovó su contrato con el club.
El 20 de julio de 2022 firmó por el C. D. Tenerife para jugar en su filial en la Tercera Federación. Logró debutar con el primer equipo el 25 de marzo de 2023 al entrar como suplente en los minutos finales de una derrota por 1-0 frente al Deportivo Alavés en la Segunda División.

## Clubes
Actualizado al último partido disputado el 23 de abril de 2023.
| Club               | País   | Año       | Partidos | Goles |
| ------------------ | ------ | --------- | -------- | ----- |
| C. D. Mensajero    | España | 2018-2022 | 49       | 2     |
| C. D. Tenerife "B" | España | 2022-act. | 26       | 5     |
| C. D. Tenerife     | España | 2023-act. | 2        | 0     |